# Замкови гнева
Замкови гнева (итал. Castelli di rabbia) је роман који је написао Алесандро Барико (итал. Alessandro Baricco) 1991. године. То је његов први роман који му је донео европска признања.

## О делу
Замкови гнева је прва Барикова књига. Одмах по објављивању романа је привукао пажњу књижевне јавности. Радња романа се дешава у деветнаестом веку, у имагинарном и маштовитом граду Квинипаку. Прича је конструисана као филмска монтажа. Ликови су у својим сновима, својим причама са својим вишеструким талентима.
Господин Рејл одлази често на своја тајанствена путовања о којима нико ништа не зна, па чак ни његова супруга Џун. По повратку са једног путовања, купује локомотиву коју назива Елизабета. Паркира је недалеко од куће и има снове да изгради железничку пругу праву као стрела дужине 200 km. Од целе дужине пруге имао је довољно новца за 200 m железничких шина на којима је постављена Елизабета да чека боља времена.
Финансирање железничке пруге се остварује захваљујући стакларама господина Рејла и талентима проналазача, његовог бриљантног радника и пријатеља, остарелог Андерсона, чије ће се здравље на крају ипак погоршати и он ће да умре.
Једног дана, човек, генијални архитекта, заслепљени сањар, подложан епилепсији, представља се и тражи решење великог проблема: жели да изгради палату од гвожђа и стакла за Светску изложбу у Лондону. Назвао ју је Кристална палата.
Новац ће да тече,  а онда ће се богатство окренути, извор ће пресушити. Железничка линија ће бити покренута, али никада неће бити завршена због недостатка финансијских средстава.

## Ликови
Ово је роман богате имагинације, необичнох ликова и судбина. Ликови у ери технолошког напретка теже да остваре своје снове и у дело спроведу необичне и иноваторске замисли које припадају будућности, али могу и у датом тренутку да се досегну.
- Господин Ден Рејл
- Госпођа Џун Рејл
- Ектор Оро, архитекта, генијалан и у исто време несхваћен
- Морми, син господина Рејла
- Андерсон, брилијантни проналазач за стакло, пријатељ Дена Рејла
- Удовица Абег која у ствари није била удовица
- Пекиш, истраживач звука, надарени музичар који у својој глави чује невероватне концерте, укрштања нове музике. Он је створио инструмент заснован на људском гласу: сваки становник Квинипака има ноту и само ону коју пева у тачном тренутку када се то захтева. Господин Пекиш такође води локални дувачки оркестар.
- Пент, дечак кога је пронашла удовица Абег, кад је имао два дана умотаног у црну мушку јакну на вратима цркве у Квинипаку. Рекла му је да ће бити спреман да оде из овог града када му јакна буде таман. Пекиш је за њега постао нека усвојитеља јер је стално био у његовом друштву.

## Награде
- Замкови гнева су донели Барику европску славу и престижну награду Медисис у Француској.[5]
- Добитник је и награде Кампиело (итал. Premio Campiello), књижевне награде основане 1962. године у регији Венето за дела италијанске фикције. [6]